# Thaylor Lubanzadio
Brian Thaylor Lubanzadio Aldama (Bilbao, 27 febbraio 1994) è un calciatore spagnolo, attaccante del Valletta.

## Carriera
Cresciuto nel settore giovanile del Celta Vigo, dal 2013 al 2015 totalizza 54 presenze e 8 reti con la squadra riserve. Nel 2015 viene acquistato dall'Eibar, dove tuttavia non viene impiegato, che lo gira in prestito a UD Logroñés e Real Unión, in terza divisione. Nel 2017 viene ceduto a titolo definitivo al Caudal, formazione della terza divisione iberica. Negli anni successivi si alterna giocando per club tra la terza e la quarta divisione spagnola. Nel 2021 viene acquistato dai maltesi dell'Hibernians, con cui debutta anche nelle competizioni europee.

## Statistiche

### Presenze e reti nei club
Statistiche aggiornate al 6 luglio 2022.
| Stagione            | Squadra             | Campionato          | Campionato | Campionato | Coppe nazionali | Coppe nazionali | Coppe nazionali | Coppe continentali | Coppe continentali | Coppe continentali | Altre coppe | Altre coppe | Altre coppe | Totale | Totale |
| Stagione            | Squadra             | Comp                | Pres       | Reti       | Comp            | Pres            | Reti            | Comp               | Pres               | Reti               | Comp        | Pres        | Reti        | Pres   | Reti   |
| ------------------- | ------------------- | ------------------- | ---------- | ---------- | --------------- | --------------- | --------------- | ------------------ | ------------------ | ------------------ | ----------- | ----------- | ----------- | ------ | ------ |
| 2013-2014           | Celta Vigo B        | SDB                 | 28         | 5          |                 | -               | -               |                    | -                  | -                  |             | -           | -           | 28     | 5      |
| 2014-2015           | Celta Vigo B        | SDB                 | 26         | 3          |                 | -               | -               |                    | -                  | -                  |             | -           | -           | 26     | 3      |
| Totale Celta Vigo B | Totale Celta Vigo B | Totale Celta Vigo B | 54         | 8          |                 | -               | -               |                    | -                  | -                  |             | -           | -           | 54     | 8      |
| 2016-gen. 2017      | UD Logroñés         | SDB                 | 13         | 0          | CR              | 1               | 0               |                    | -                  | -                  |             | -           | -           | 14     | 0      |
| gen.-giu. 2017      | Real Unión          | SDB                 | 10         | 0          | CR              | -               | -               |                    | -                  | -                  |             | -           | -           | 10     | 0      |
| 2017-gen. 2018      | Caudal              | SDB                 | 14         | 0          |                 | -               | -               |                    | -                  | -                  |             | -           | -           | 14     | 0      |
| gen.-giu. 2018      | Baskonia            | TD                  | 0          | 0          |                 | -               | -               |                    | -                  | -                  |             | -           | -           | 0      | 0      |
| 2018-gen. 2019      | Baskonia            | TD                  | 12         | 1          |                 | -               | -               |                    | -                  | -                  |             | -           | -           | 12     | 1      |
| Totale Baskonia     | Totale Baskonia     | Totale Baskonia     | 12         | 1          |                 | -               | -               |                    | -                  | -                  |             | -           | -           | 12     | 1      |
| gen.-giu. 2019      | Coruxo              | SDB                 | 9          | 0          |                 | -               | -               |                    | -                  | -                  |             | -           | -           | 9      | 0      |
| gen.-giu. 2020      | Portugalete         | TD                  | 10         | 0          | CR              | 1               | 0               |                    | -                  | -                  |             | -           | -           | 11     | 0      |
| 2020-2021           | Portugalete         | SDB                 | 24         | 4          | CR              | 2               | 0               |                    | -                  | -                  |             | -           | -           | 26     | 4      |
| Totale Portugalete  | Totale Portugalete  | Totale Portugalete  | 34         | 4          |                 | 3               | 0               |                    | -                  | -                  |             | -           | -           | 37     | 4      |
| 2021-2022           | Hibernians          | PL                  | 23         | 0          | CM              | 4               | 0               | UCL+UECL           | 2+4                | 0                  |             | -           | -           | 33     | 0      |
| 2022-2023           | Hibernians          | PL                  | 0          | 0          | CM              | 0               | 0               | UCL                | 1                  | 0                  |             | -           | -           | 1      | 0      |
| Totale Hibernians   | Totale Hibernians   | Totale Hibernians   | 23         | 0          |                 | 4               | 0               |                    | 7                  | 0                  |             | -           | -           | 34     | 0      |
| Totale carriera     | Totale carriera     | Totale carriera     | 169        | 13         |                 | 8               | 0               |                    | 7                  | 0                  |             | -           | -           | 184    | 13     |

## Palmarès

### Club

#### Competizioni nazionali
- Campionato maltese: 1

Hibernians: 2021-2022
- Supercoppa di Malta: 1

Hibernians: 2022